# Santa Venere
Santa Venere è una borgata del comune di Capaccio Paestum, in provincia di Salerno.

## Geografia fisica

### Territorio
L'abitato si sviluppa in zona pianeggiante a 20 m s.l.m. circa, fra le borgate Torre/Licinella, Spinazzo/Varco Cilentano e l'area archeologica di Paestum.

## Cultura

### Ritrovamenti archeologici
Fra il 1972 e il 1975 è stata scoperta una necropoli risalente al IV secolo a.C.

## Società

### Evoluzione demografica
In base all'ultimo censimento (2001) ha 677 abitanti.